# Узи
Узи (хебр. עוזי‏) је израелско аутоматско оружје које је 1948. године конструисао мајор Узијел Гал. Аутомат Узи одликују мале димензије, компактност, једноставност као и лакоћа употребе.
Аутомат Узи је у наоружање уведен 1954. године и након тога је коришћен у многим сукобима у више од 90 земаља света.
Због ниске цене, овај аутомат је стекао популарност и међу гангстерима те тако постао легенда у свету наоружања.

## Корисници

### Африка
- Алжир[4]
- Ангола[5]
- Боцвана[6]
- Бурунди: Burundian rebels[7]
- Камерун[8][9]
- Централноафричка Република[5]
- Чад[5][10]
- Демократска Република Конго[5]
- Еритреја[5]
- Етиопија[5]
- Габон[5]
- Кенија[5][10]
- Lesotho[11]
- Либерија[5]
- Нигер[5]
- Нигерија[5]
- Руанда[5]
- Сијера Леоне: Еро и Мини-Еро хрватске производње у употреби.[12]
- Сомалија[5]
- Јужна Африка:[10] Произведено по лиценци.[4]
- Судан[5]
- Свазиланд[5]
- Того[5]
- Уганда[5]
- Зимбабве[5]
  -  Родезија: Бивши корисник, произведено по лиценци.[13]

### Азија
- Азербејџан[4]
- Камбоџа[4]
- Индија: Узи је користила Група за специјалну заштиту до 2008. године, када је замењен са ФН П90. Микро Узи варијанте још увек користи Пара СФ Индијске војске.[14]
- Индонезија[5]
- Ирак[4]
- Иран[3]
- Израел: Узи и Мини Узи варијанте.[5] Mini Uzi variant was used by the YAMAM elite unit and Shin Bet.[15]
- Мјанмар: Локално произведен под бројем модела БА93 (дрвени кундак) и БА94 са, које углавном користе мјанмарске полицијске снаге и специјалне операције.[5]
- Филипини[5]
- Шри Ланка[5]
- Сирија: ограничена употреба[4][16]
- Република Кина[5]
- Тајланд[3][5]
- Вијетнам[4] - Вести Народне армије (Báo Quân đội nhân dân) објавиле су да Техничко одељење команде специјалних операција (Сапер) има пројекат за пројектовање и производњу калибрационог уређаја за МАРС прикључен на Микро Узи.[17]
- Турска[4]

### Европа
- Белгија: Направљен по лиценци ФН Херстал.[3][18]
- Хрватска: Производи нелиценциране копије Узи и Микро Узи зване ЕРО и Мини Еро респективно.[5][19]
- Естонија: Користи варијанту Мини Узија.[20]
- Француска[4][16]
- Немачка: Направљено под лиценцом као МП2.[3]
- Грчка[4]
- Ирска:[16] Користи га јединица Гарде за регионалну подршку.[21][22] Раније је био доступан у сваком окружном штабу Гарда за одговарајуће обучене службенике у цивилу.
- Италија: Резултати варијанте Мини Узи по званичним распоредима биће у инвентару Италијанске националне полиције.[23] Локалну верзију под називом Типе 821-СМГ је произвођена од 1984. до 1989. у фирми SOCIMI - Società Costruzioni Industriali Milano, S.p.A. у Милану.
- Литванија: Литванске војне снаге.[24]
- Луксембург[5]
- Малта[5]
- Холандија[3][25]
- Пољска[4]
- Португалија: Португалска армија.[5][26]
- Румунија: Мини узи варијанту користи Војна полиција.[27]
- Србија: Користи га Батаљон војне полиције Кобра.[28]
- Уједињено Краљевство: Издато посади тенкова Челинџер 1 током Заливског рата (1990 – 1991).[29]

### Северна & Централна Америка
- Бермуда: Бермудска регимента.[30]
- Костарика[4]
- Куба[31]
- Доминиканска Република[5]
- Салвадор[5]
- Гватемала[5][10]
- Хаити: Узи и Мини Узи варијанте које користи Хаићанска национална полиција.[5]
- Хондурас: Узи и Мини Узи варијанте.[5]
- Никарагва[5]
- Панама[5]
- Сједињене Државе[16][32] Од 1968. до 1973. ЦИА је купила 3.000 узија за употребу у југоисточној Азији од стране оперативаца Директне акције и трупа специјалних снага. Од 1960-их до 1990-их, ВИП детаљи америчке тајне службе користили су исечен модел који се могао сакрити у актовку.

### Океанија
- Аустралија[16][33]
- Фиџи[34]
- Тонга[35]

### Јужна Африка
- Аргентина[4]
- Боливија[5]
- Бразил:[16] Mini Uzi variant.[5]
- Чиле[5]
- Колумбија[5]
- Еквадор[5][10]
- Парагвај[5][10]
- Перу: Uzi, Mini Uzi, and Micro Uzi variants.[5]
- Суринам[5]
- Уругвај[5]
- Венецуела[3][5]